# Cantone di Pont-Sainte-Maxence
Il Cantone di Pont-Sainte-Maxence è una divisione amministrativa dell'arrondissement di Senlis e dell'Arrondissement di Clermont.
A seguito della riforma approvata con decreto del 20 febbraio 2014, che ha avuto attuazione dopo le elezioni dipartimentali del 2015, è passato da 13 a 23 comuni.

## Composizione
I 13 comuni facenti parte prima della riforma del 2014 erano:
- Brasseuse
- Beaurepaire
- Fleurines
- Pontpoint
- Pont-Sainte-Maxence
- Raray
- Rhuis
- Roberval
- Rully
- Saint-Vaast-de-Longmont
- Verberie
- Verneuil-en-Halatte
- Villeneuve-sur-Verberie

Dal 2015 i comuni appartenenti al cantone sono i seguenti 23:
- Les Ageux
- Angicourt
- Barbery
- Bazicourt
- Beaurepaire
- Brasseuse
- Brenouille
- Cinqueux
- Monceaux
- Montépilloy
- Ognon
- Pontpoint
- Pont-Sainte-Maxence
- Raray
- Rhuis
- Rieux
- Roberval
- Rully
- Sacy-le-Grand
- Sacy-le-Petit
- Saint-Martin-Longueau
- Villeneuve-sur-Verberie
- Villers-Saint-Frambourg